# مصدة (حوطة بني تميم)
مصدة، هي قرية من فئة (ب) تقع في محافظة حوطة بني تميم، والتابعة لمنطقة الرياض في السعودية. وتبعد مصدة عن محافظة حوطة بني تميم بمسافة تقارب () كم.